# Orion (system-on-a-chip)
Az Orion egylapkás rendszer (SoC) a Marvell Technology Group gyártmánya, hálózati csatolású háttértárakban (network-attached storage, NAS) alkalmazzák. Az ARM architektúrán alapul, integrált Ethernet, SATA és USB támogatása van, többek között a Hewlett-Packard és a D-Link termékeiben alkalmazzák nagy számban.
A Debian GNU/Linux Lenny release támogatja.
Az Orion utódja ill. soronkövetkező verziója a Marvell Kirkwood platformja.

## Fordítás
Ez a szócikk részben vagy egészben  az   Orion (system-on-a-chip) című angol Wikipédia-szócikk ezen változatának fordításán alapul.  Az eredeti cikk szerkesztőit annak laptörténete sorolja fel. Ez a jelzés csupán a megfogalmazás eredetét és a szerzői jogokat jelzi, nem szolgál a cikkben szereplő információk forrásmegjelöléseként.